# Burn Out (film)
Pour les articles homonymes, voir Burnout.
Pour plus de détails, voir Fiche technique et Distribution.
Burn Out est un film d'action franco-belge écrit, produit et réalisé par Yann Gozlan, sorti en 2017
Il est adapté du roman Balancé dans les cordes de Jérémie Guez.
L'intrigue relate la double vie d'un pilote de moto qui est contraint de devenir passeur de drogue depuis que la mère de son fils doit une grosse somme d'argent à la pègre manouche.

## Synopsis
Tony Rodrigues (François Civil) est un pilote de moto amateur qui rêve de devenir professionnel en passant en superbike Pro. En plus de sa carrière de pilote, il travaille à mi-temps comme cariste dans un entrepôt et s'occupe de son fils Sofiane chaque fois que son ex-compagne Leyla (Manon Azem) tente de trouver un emploi. Alors qu'il se rend chez Leyla, Tony croise des membres du gang dirigé par Jordan (Samuel Jouy) dans la résidence de Leyla. Tony trouve Leyla blessée dans son appartement saccagé. Tony apprend que Leyla cachait de la drogue pour Jordan, mais qu'elle a été volée par un de ses ex-petits amis. Pour tenter de l'aider, Tony cherche Jordan avec l'aide de son ami d'enfance et actuel chef de gang Moussa. Tony rencontre Jordan dans leur bar local afin de négocier le règlement de la dette de Leyla.

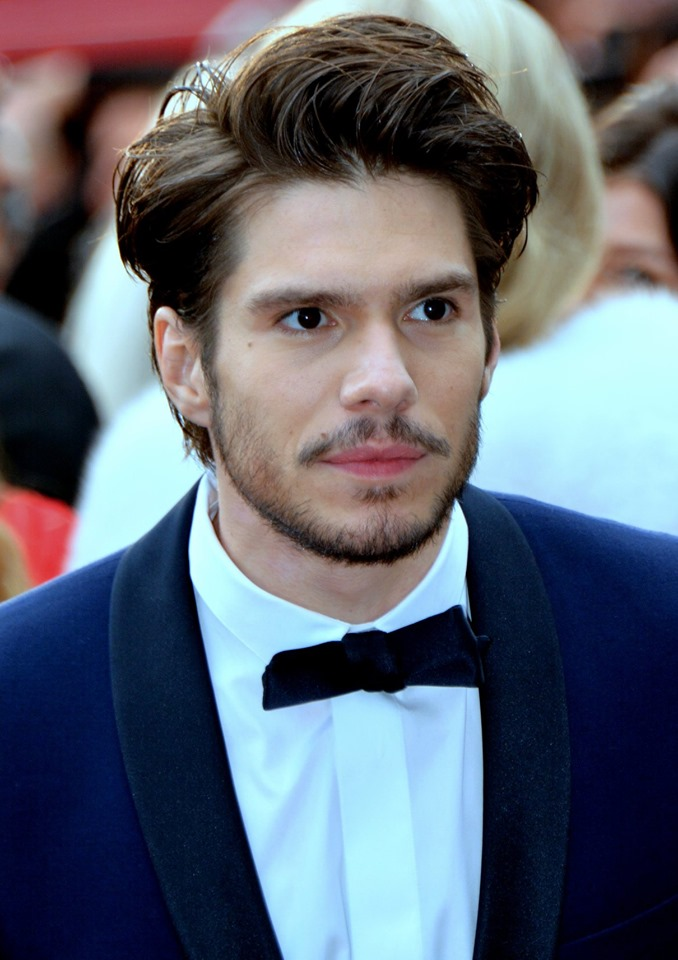
François Civil, l’interprète de Tony Rodrigues.

Jordan ne veut pas parler avec Tony, mais son patron, Miguel (Olivier Rabourdin), est plus réceptif à Tony. Afin de rembourser la dette de Leyla, Tony se voit confier la tâche de transporter des colis contenant de la drogue en moto des Pays-Bas vers la France pendant deux mois. Le travail de nuit de Tony met en péril son travail de jour et son essai pour une équipe de motos, ce qui le conduit finalement à échouer dans les deux. Après avoir terminé la dernière livraison, Jordan modifie les conditions de Tony, le forçant à travailler sans cesse comme passeur de drogue. En représailles, Tony bat Jordan à mort avec son casque de moto.
Tony fait appel à Moussa pour se débarrasser du corps de Jordan et éliminer Miguel. Tony est alors suspecté d'avoir tué Jordan, Miguel tente de le tuer mais Tony s'enfuit tandis que Moussa les suit. Après la tentative d'évasion ratée à cause d'un accident de la route, Tony est sauvé par Moussa et ses hommes, tandis que Miguel est abattu par le gang de Moussa.
Dans la foulée, Tony travaille comme ouvrier d'entrepôt, mais est en manque d'adrénaline. La nuit, alors que Leyla et Sofiane s'endorment, Tony fait un tour en moto et se lance dans une poursuite policière.

## Fiche technique
Sauf indication contraire, les informations mentionnées dans cette section peuvent être confirmées par la base de données cinématographiques IMDb,  présente dans la section « Liens externes ».
- Titre original : Burn Out
- Réalisation : Yann Gozlan
- Scénario : Yann Gozlan & Guillaume Lemans, d'après le roman de Jérémie Guez
- Adaptation pour l'écran : Yann Gozlan, Guillaume Lemans & Jérémie Guez, avec la participation de Simon Moutairou
- Photographie : Antoine Roch
- Montage : Valentin Féron
- Costumes : Olivier Ligen
- Décors : Philippe Chiffre
- Musique : Grégoire Auger
- Producteur : Thibault Gast et Matthias Weber
- Production :  2425 Production et WY Productions
  - Coproduction : Sombrero Films, Gaumont et Nexus Factory
  - SOFICA : A+ Images 7, Indéfilms 5, Soficinéma 13, Sofitvciné 4
- Distribution : Gaumont Distribution
- Pays de production :  France[2],[3],  Belgique[2],[3]
- Langue originale : français
- Format : couleur — 2,39:1[4] — son DTS 5.1
- Genre : action
- Durée : 103 minutes
- Dates de sortie :
  - Italie : 
    - 5 décembre 2017 (Courmayeur Noir in Festival)[5]

  - France : 
    - 11 décembre 2017 (Paris)
    - 3 janvier 2018 (en salles)
- Classification : 
  - France : Tout public avec avertissement lors de sa sortie en salles mais déconseillé aux moins de 12 ans à la télévision[6].

## Distribution
- François Civil : Tony Rodrigues
- Olivier Rabourdin : Miguel
- Manon Azem : Leyla
- Samuel Jouy : Jordan
- Narcisse Mame : Moussa
- Sam Louwyck : Mike Paterson (patron d'une écurie de Superbike)
- Naël Rabia : Sofiane
- Marc-Antoine Duquenne : Steve
- Luc Schwarz : Mario
- Mario Magalhaes : Serge
- Serge Nuques : doublure pilotage moto de Tony
- Dimitri Boetto : Bellata

## Production

### Lieux de tournage
Le film est tourné entre le 12 septembre et le 4 novembre 2016 dans différents lieux en Île-de-France, notamment la scène à moto au cours de laquelle Tony, bloqué par un barrage de police, prend un chemin de traverse avant de se retrouver sous le pont, a été tourné à Choisy-le-Roi.
Les scènes sur piste ont été tournées sur le circuit Carole  et le Circuit LFG à La Ferté-Gaucher.

### Bande originale
Pour la Bande originale de Burn Out, Yann Gozlan fait appel à Grégoire Auger, qui avait déjà réalisé Une intime conviction et La Mécanique de l'ombre. Elle est très appréciée du public et de la presse,, grâce son atmosphère nocturne faite de retenue et de tension qui permet d'insister sur le côté thriller du film. Principalement électronique et basée sur l'utilisation de synthétiseurs, elle tend également quelquefois vers le rock et la musique industrielle via l'utilisation de guitares et de percussions. Elle sort sur le label Bookmaker Records.

#### Pistes
| No  | Titre                    | Compositeur(s) | Durée |
| --- | ------------------------ | -------------- | ----- |
| 1.  | Tony / La Carte / Jordan | Grégoire Auger | 4:04  |
| 2.  | Dragon                   | Grégoire Auger | 1:43  |
| 3.  | Go Fast                  | Grégoire Auger | 4:01  |
| 4.  | Deux Mois / Falum        | Grégoire Auger | 2:14  |
| 5.  | L'émeute                 | Grégoire Auger | 1:42  |
| 6.  | La poursuite             | Grégoire Auger | 4:10  |
| 7.  | En fumée                 | Grégoire Auger | 2:21  |
| 8.  | La dernière              | Grégoire Auger | 1:08  |
| 9.  | Spirale                  | Grégoire Auger | 0:50  |
| 10. | La planque               | Grégoire Auger | 5:35  |
| 11. | Duel                     | Grégoire Auger | 2:24  |
| 12. | Burn Out                 | Grégoire Auger | 4:23  |

### Réalisation

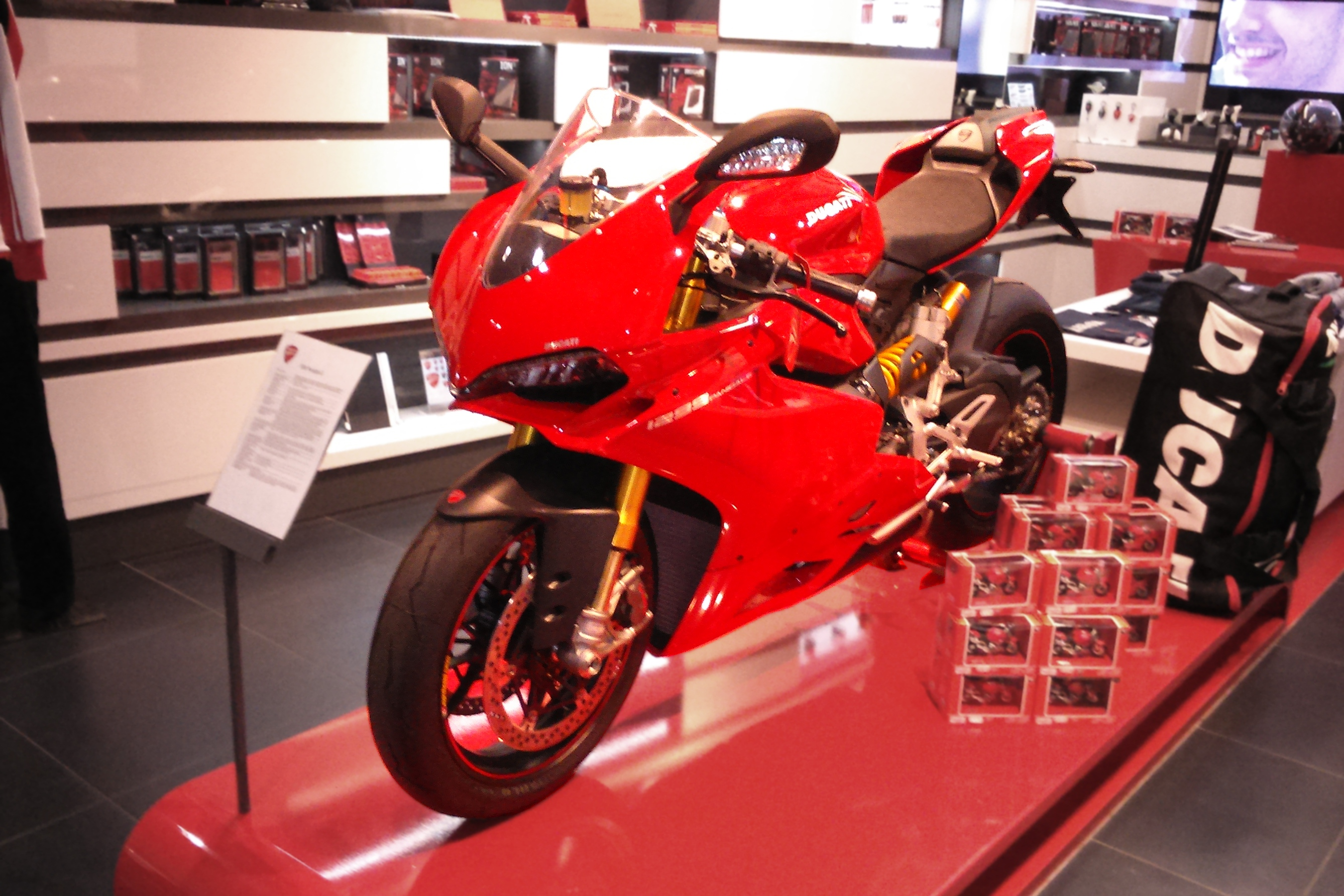
Tony utilise une pour passer la drogue.

Pour les scènes de moto à haute vitesse et les chutes, le cascadeur Serge Nuques est la doublure de François Civil.

## Accueil

### Accueil critique
Lors de sa sortie, Burn Out reçoit des critiques mitigées de la part de la presse. En France, le site Allociné propose une moyenne de 2,8⁄5, après avoir recensé 12 critiques de presse. Cependant, le public accueille beaucoup mieux le film avec un score de 80 % sur le site agrégateur de critiques Rotten Tomatoes.

« François Civil mène un film d'action excitant et racé qui détonne dans le Landerneau du polar français. Dans le ciel morne du film d'action français, Burn Out fait office de météore. »

— Sylvestre Picard, Première

« Si Burn Out ne manque pas de scène d'action sèches et nerveuses qui font monter l'adrénaline, comme une poursuite avec des motards de la police joliment filmée, le long-métrage joue aussi sur d'autres tableaux : une bande son très travaillée, qui nous permet de nous retrouver sous le casque du pilote, voire dans sa tête, des éclairages sophistiqués et des ellipses narratives qui font penser à « Drive ». »

— Michel Valentin, Le Parisien

### Box-office
Le box-office français atteint, en fin de distribution, 1 144 435 $. Au total, Burn Out totalise 146 240 entrés en France, dont 71 504 le premier week-end.

## Distinctions

### Nominations et sélections
- Courmayeur Noir in Festival 2017 : sélection officielle, en compétition[5]

## Autour du film

### Éditions vidéo et exploitation télévisuelle
Plus d'un an après la sortie du film, le 15 mars 2019, Netflix acquiert les droits exclusifs de diffusion dans le monde entier, sauf en France.
En mai 2021, Netflix acquiert les droits de diffusion en France .
En août 2020, Ciné+ diffuse Burn Out et il est ajouté à la plateforme de vidéo à la demande myCanal.
Le 29 novembre 2023, le film est diffusé en clair et en prime-time sur la chaîne L'Équipe.

### Remake
Un remake espagnol intitulé Centauro est sorti en 2022 par Netflix,.